# Municipio de Brighton (Illinois)
El municipio de Brighton (en inglés: Brighton Township) es un municipio ubicado en el condado de Macoupin en el estado estadounidense de Illinois. En el año 2010 tenía una población de 4039 habitantes y una densidad poblacional de 42,74 personas por km².

## Geografía
El municipio de Brighton se encuentra ubicado en las coordenadas 39°2′43″N 90°5′40″O / 39.04528, -90.09444. Según la Oficina del Censo de los Estados Unidos, el municipio tiene una superficie total de 94.5 km², de la cual 93.47 km² corresponden a tierra firme y (1.09%) 1.03 km² es agua.

## Demografía
Según el censo de 2010, había 4039 personas residiendo en el municipio de Brighton. La densidad de población era de 42,74 hab./km². De los 4039 habitantes, el municipio de Brighton estaba compuesto por el 97.7% blancos, el 0.32% eran afroamericanos, el 0.57% eran amerindios, el 0.07% eran asiáticos, el 0.02% eran isleños del Pacífico, el 0.17% eran de otras razas y el 1.14% pertenecían a dos o más razas. Del total de la población el 0.94% eran hispanos o latinos de cualquier raza.